# باول دوغاتي بارتليت
باول دوغاتي بارتليت (بالإنجليزية: Paul Doughty Bartlett)‏ هو كيميائي أمريكي، ولد في 14 أغسطس 1907 في آن آربر في الولايات المتحدة، وتوفي في 11 أكتوبر 1997 في ليكسينغتون في الولايات المتحدة.